# Vladimir Goendartsev
Vladimir Iljitsj Goendartsev (Russisch: Владимир Ильич Гундарцев) (Satka, (Oblast Tsjeljabinsk), 13 december 1944 - Moskou, 25 november 2014) was een Russisch biatleet. 

## Carrière
Goendartsev won in 1966 de bronzen medaille op de wereldkampioenschappen op de 20 kilometer individueel. Tijdens de Olympische Winterspelen 1968 won hij de bronzen medaille individueel en de titel op de estafette. In 1969 werd Goendartsev wereldkampioen op de estafette. Van 1989 tot en met 1995 was Goendartsev bondscoach van de Sovjet-Unie en naderhand van Rusland.

## Belangrijkste resultaten

### Wereldkampioenschappen
| 1966 | Garmisch-Partenkirchen | Brons | 4e   |
| 1969 | Zakopane               | —     | Goud |

### Olympische Winterspelen
| Jaar | Plaats   | Onderdeel   | Onderdeel | Onderdeel |
| Jaar | Plaats   | Individueel | Estafette |           |
| ---- | -------- | ----------- | --------- | --------- |
| 1968 | Grenoble | Brons       | Goud      |           |